# Comuna Ieremiivka, Rozdilna
Ieremiivka (în ucraineană Єреміївка) este o comună în raionul Razdelna, regiunea Odesa, Ucraina, formată din satele Bohnatove, Brînivka, Burdivka, Ieremiivka (reședința), Potașenkove, Șemetove și Vesele.

## Demografie
Componența lingvistică a comunei Ieremiivka
     Ucraineană (93,99%)
     Rusă (3,88%)
     Română (1,74%)
     Alte limbi (0,12%)
Conform recensământului din 2001, majoritatea populației comunei Ieremiivka era vorbitoare de ucraineană (93,99%), existând în minoritate și vorbitori de rusă (3,88%) și română (1,74%).